# Нарев (деревня)
Нарев (пол. Narew, бел. Нараў) — деревня в Польше, входит в Подляское воеводство, Хайнувский повят. Административный центр гмины Нарев. Находится примерно в 20 км к северу от города Хайнувка.

## История
Известна с 1282 года. В 1514 году получила статус города. В 1897 году Нарев являлся заштатным городом Бельского уезда Гродненской губернии Российской империи. В нём проживало 1434 жителя, в том числе евреи — 41,9 %, украинцы — 37,1 %, поляки — 17,4 %, русские — 3,2 %. В 1934 году утратил статус города и стал деревней.

## Галерея

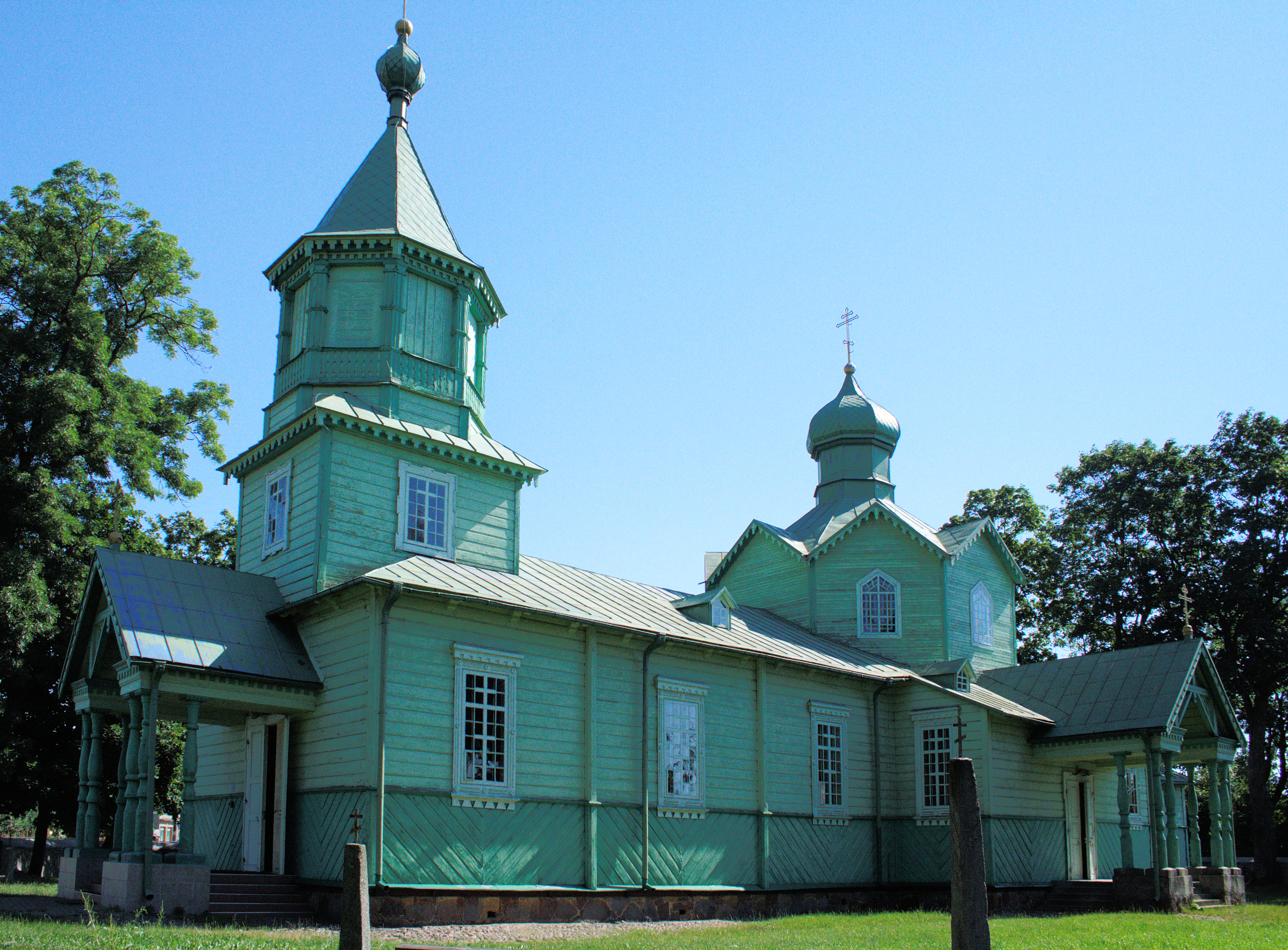
Православная церковь
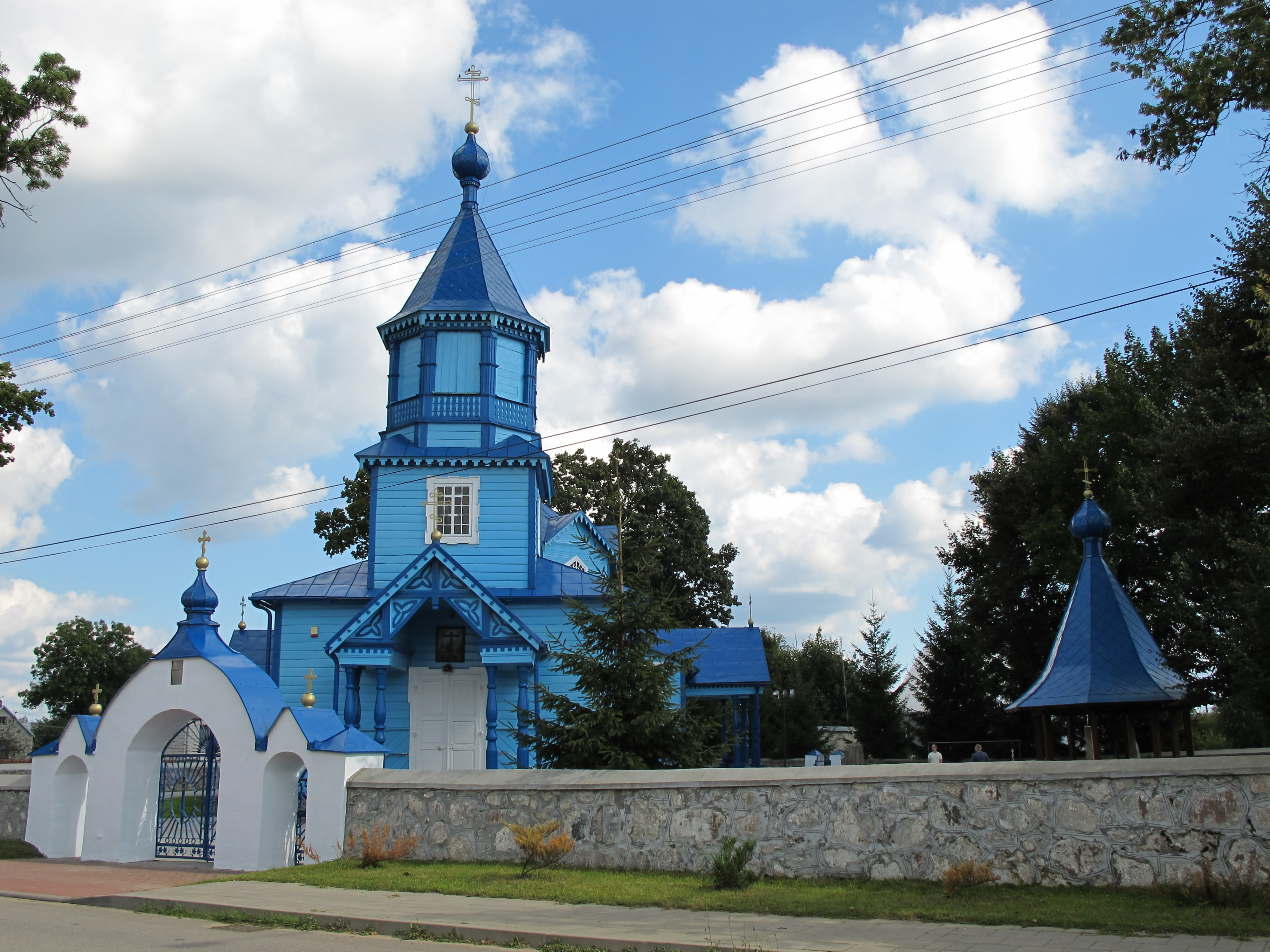
Православная церковь
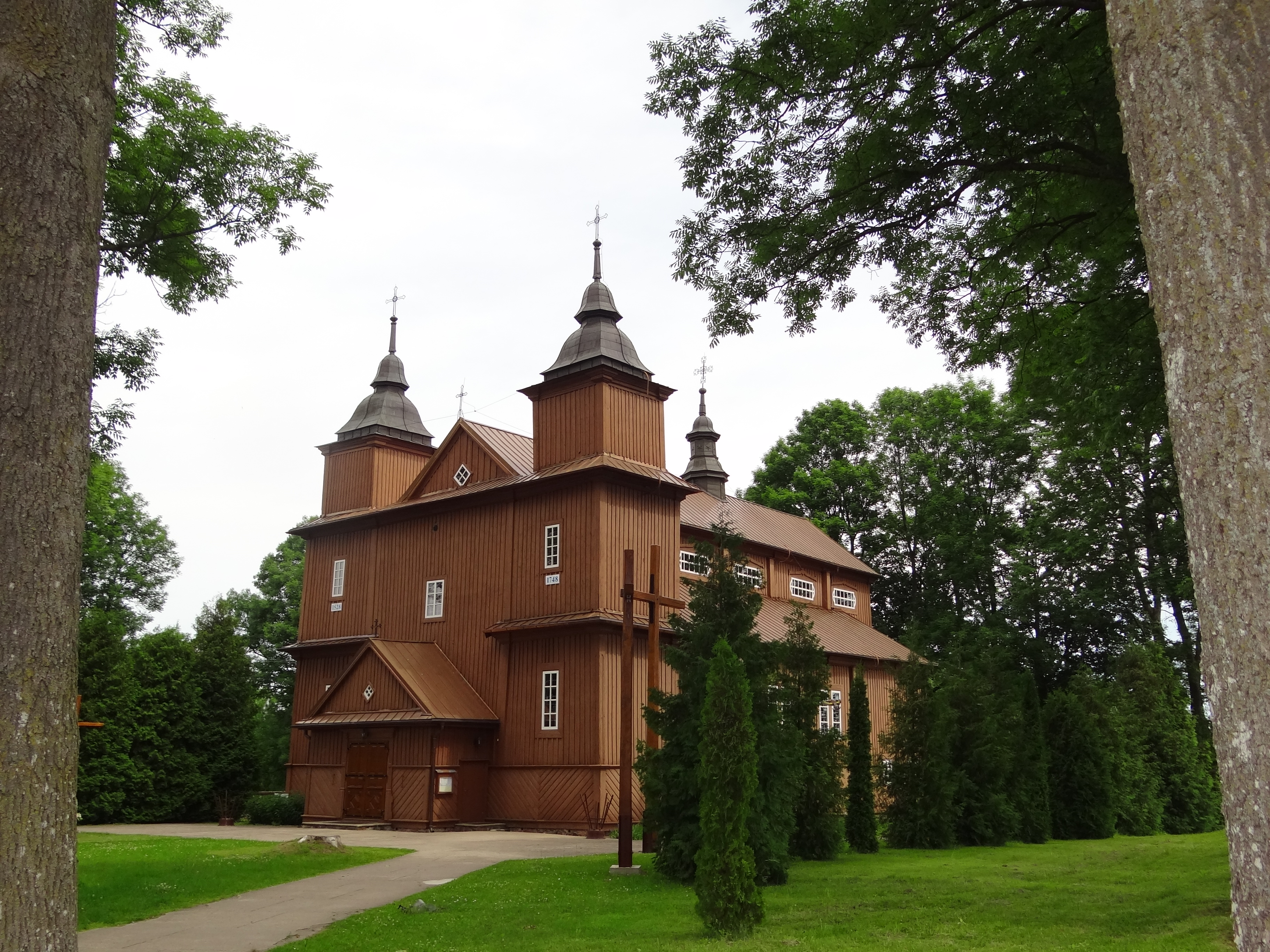
Костёл в Нареве
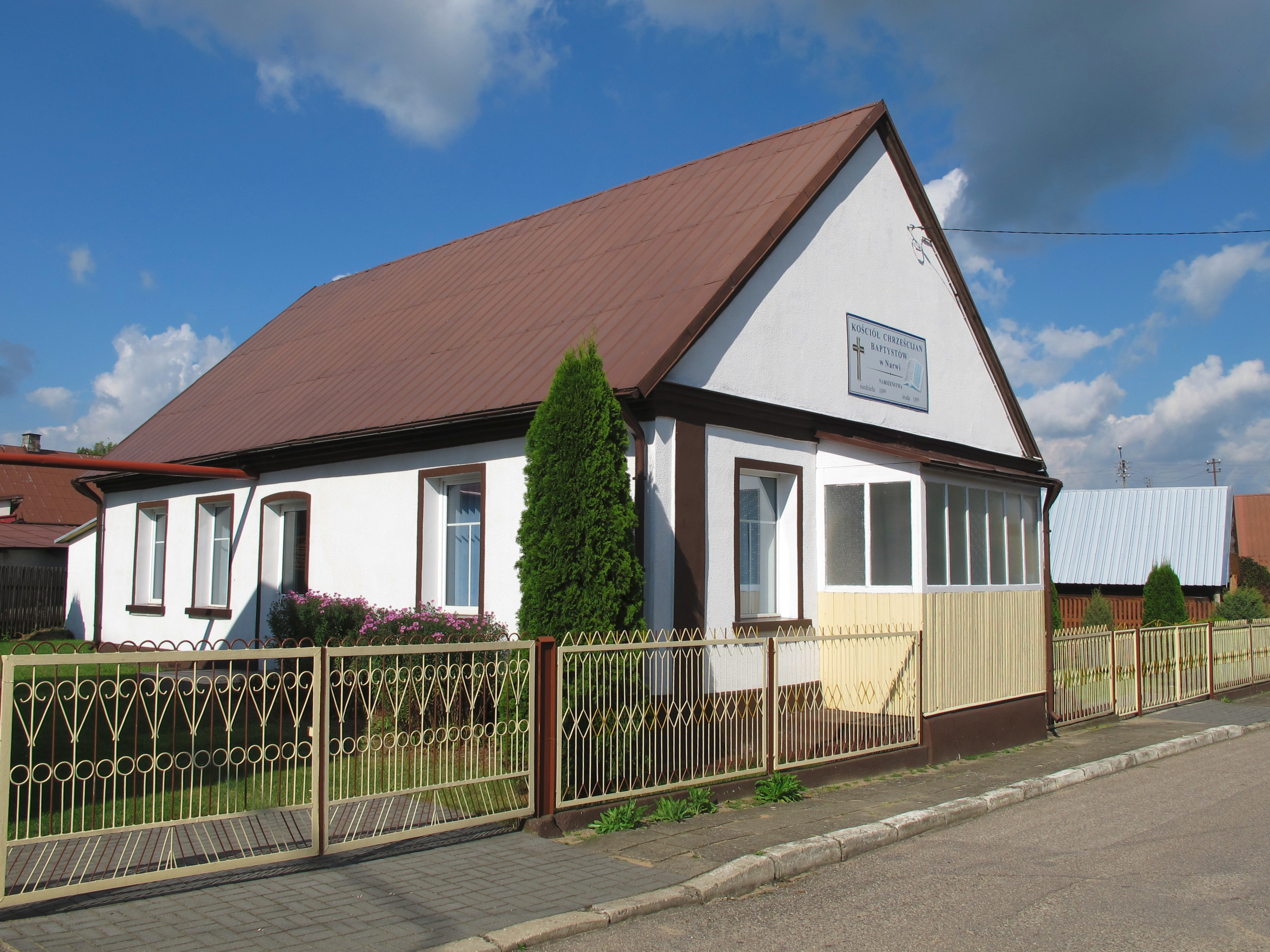
Дом баптистов
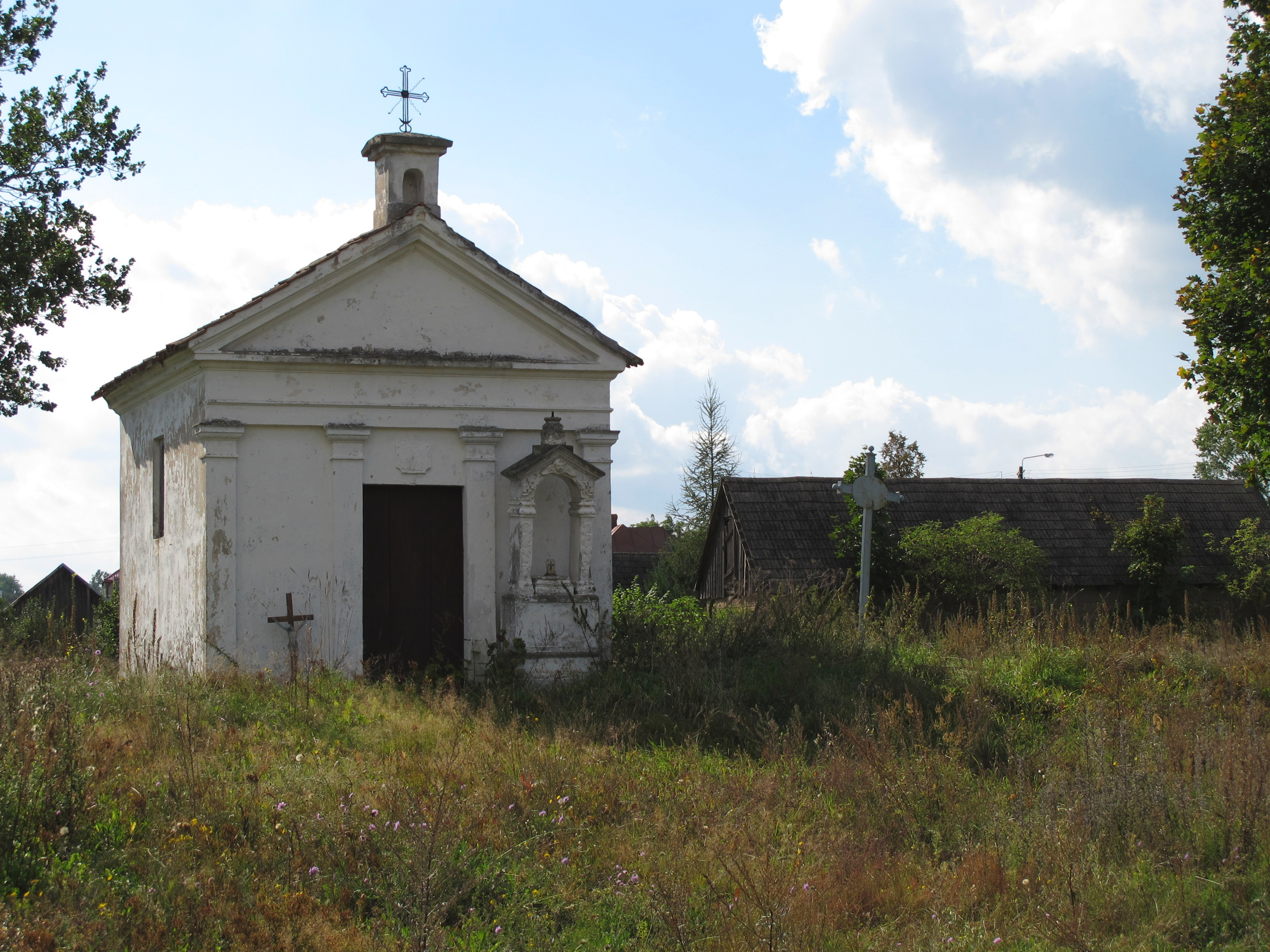
Старое кладбище
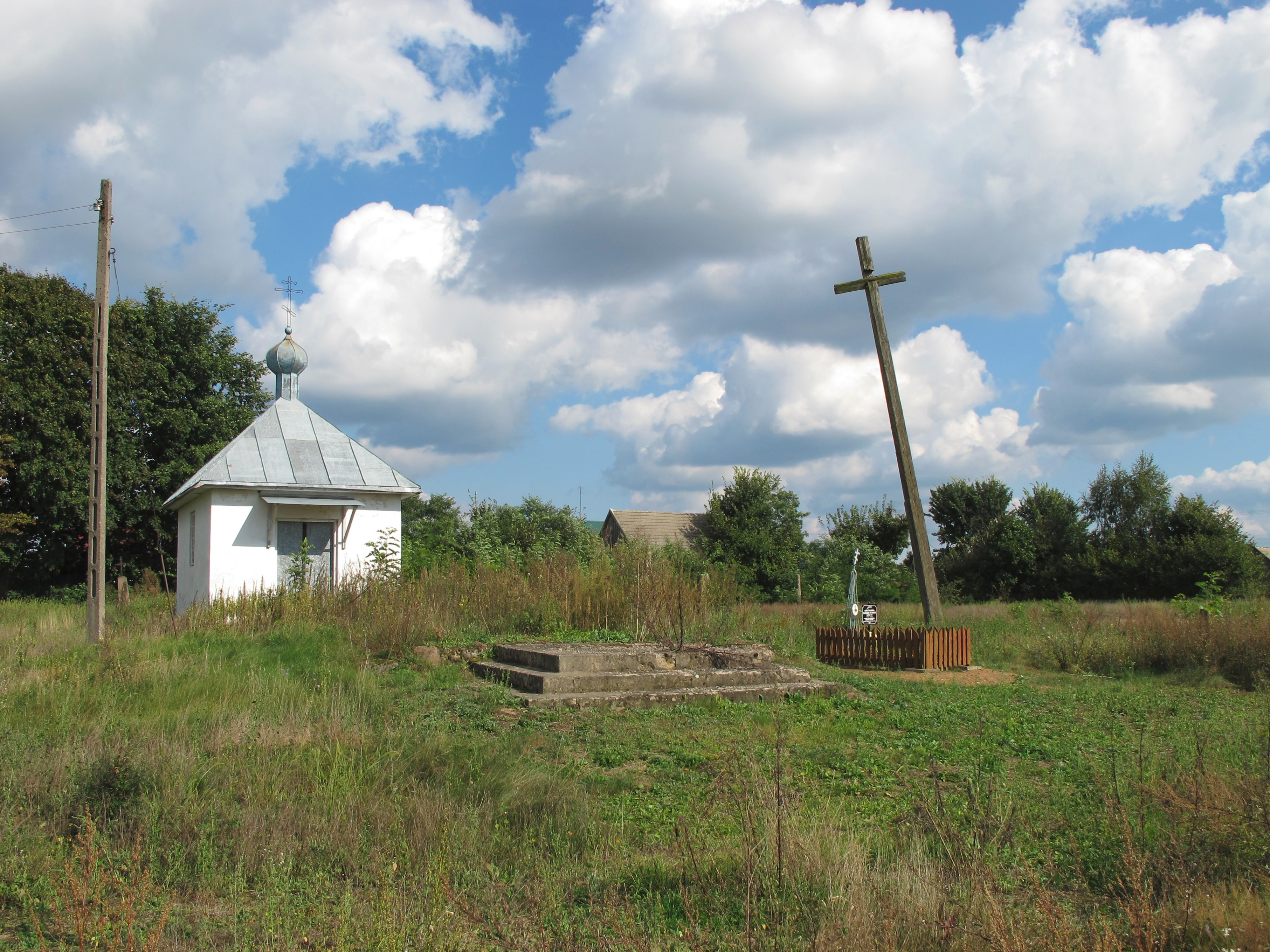
Старое кладбище
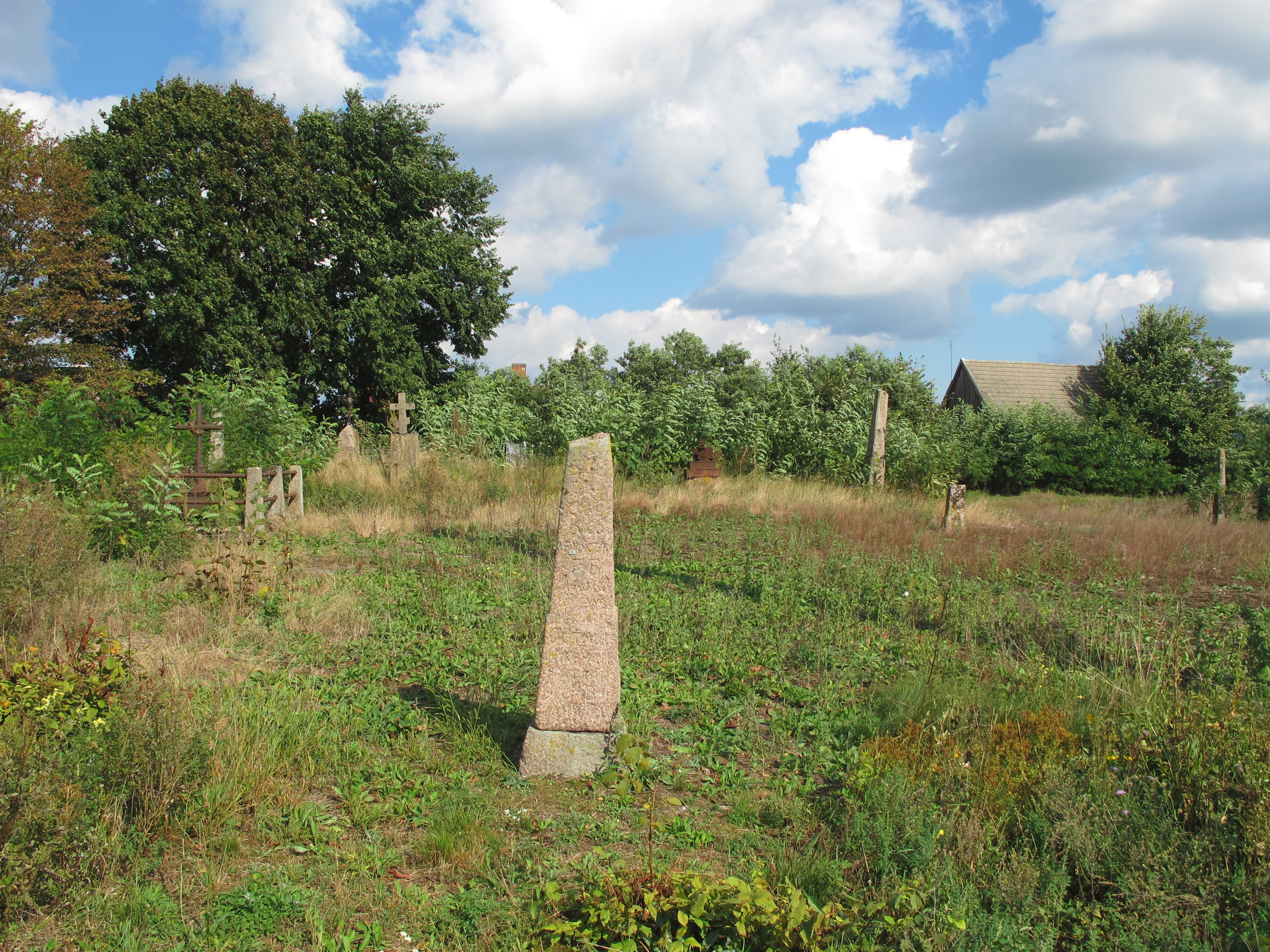
Старое кладбище
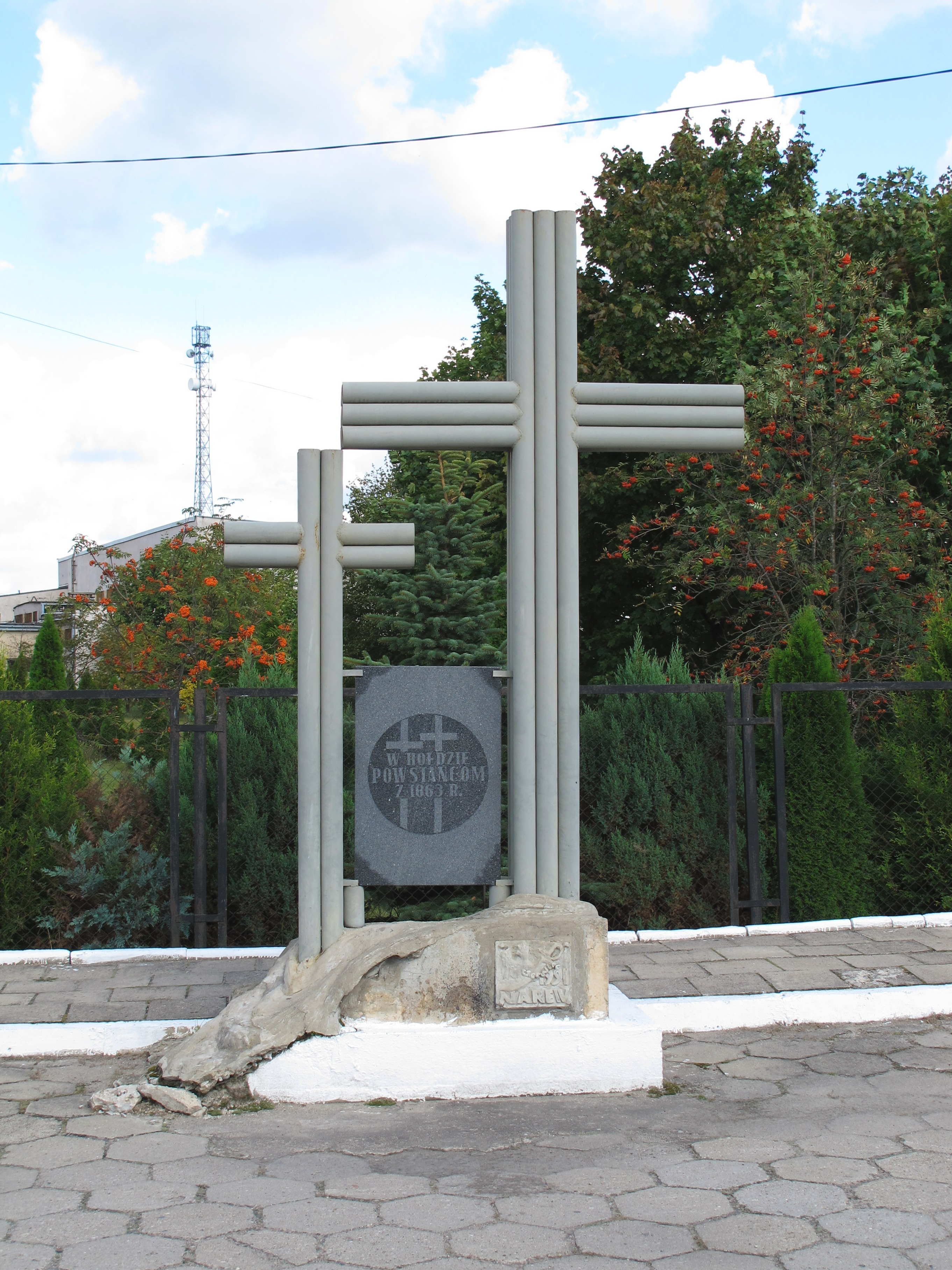
Памятник